# Bajanmönchijn Gantogtoch
Bajanmönchijn Gantogtoch (ur. 12 kwietnia 1972) – mongolski zapaśnik w stylu wolnym. Olimpijczyk z Atlanty 1996, gdzie zajął czternaste miejsce w kategorii 90 kg.
Czterokrotny uczestnik mistrzostw świata, czwarte miejsce w 1999. Najlepszy na igrzyskach Wschodniej Azji w 1997. Dwa srebrne medale mistrzostw Azji w 1993 i 1997, trzeci w 1995 roku.
Syn Chorloogijna Bajanmöncha – srebrnego medalisty olimpijskiego w zapasach z Monachium 1972.